# Don Pullen
Don Pullen (Ronaoke, 25 dicembre 1941 – New York, 22 aprile 1995) è stato un pianista jazz statunitense.

## Biografia
Inizia lo studio della musica prendendo lezioni di  pianoforte classico,  avvicinandosi alla musica sacra e al blues.
Negli anni della propria formazione ha sviluppato uno stile personalissimo, caratterizzato da grande virtuosismo unito ad una tecnica poco ortodossa, che gli ha permesso di suonare in maniera estremamente veloce pur mantenendo la linea melodica.
Nel 1964  ha collaborato con il sassofonista Giuseppi Logan, con il quale ha inciso due album, divenuti presto pietre miliari del free jazz.
La sua consacrazione nel mondo del jazz avviene tra il 1973 e il 1975 per la sua collaborazione con i gruppi di Charles Mingus, con cui incide dischi come "Mingus Moves", "Changes One" e "Changes Two", entrati a far parte della storia della musica afroamericana.
Dopo altre esperienze con celebrità come il batterista Art Blakey, ha cominciato a girare il mondo proponendosi come solista oppure con un quartetto.
Pullen ha operato una sorta di sintesi tra il free jazz e il blues, inserendo anche elementi della cultura antillana.
È stato uno dei protagonisti delle prime edizioni di Umbria Jazz.

## Discografia (da leader o solista)
- Five to go (1975)
- Piano Solo (1975)
- Healing force (1976)
- Capricorn rising (1976)
- Tomorrow's promise (1977)
- Montreux Concert (1977)
- Milano Strut (1979)
- Plays Monk (1984)
- Evidence of things unseen (1984)
- Sacred common ground (1994)
- New beginnings (1989)
- Random thoughts (1990)
- The sixth sense (1985)

### Con George Adams - Don Pullen Quartet
- Don't lose control (1980)
- All That Funk (1980)
- More Funk (1980)
- Earth beams (1981)
- Lifeline (1981)
- Melodic excursions (1982)
- Live at the Village Vanguard (Vol. 1) (1983)
- Live at the Village Vanguard (Vol. 2) (1984)
- City Gates (1984)
- Decisions (1984)
- Breakthrough (1986)

### African Brazilian Connection
- Kele mou bana (1992)
- Ode to life (1993)
- Live... again (1995)

## Partecipazioni
- Giuseppi Logan: The Giuseppi Logan quartet (1965)
- Giuseppi Logan: More Giuseppi Logan (1965)
- Milford Graves: In concert at Yale University (Volume 1) (1965)
- Milford Graves: Nommo (Volume 2) (1966)
- Charles Mingus: Mingus Moves (1974)
- Charles Mingus: At Carnegie Hall (1974)
- Charles Mingus: Changes One (1974)
- Charles Mingus: Changes Two (1974)
- George Adams: Suite for swingers (1975)
- George Adams: George Adams (1975)
- Dannie Richmond: Dannie Richmond (1975)
- Hamiet Bluiett: Resolution (1976)
- Billy Hart: Enhance (1977)
- Sam Rivers: Black Africa (1977)
- Hamiet Bluiett: Orchestra duo and septet (1977)
- Sunny Murray: Apples cores (1977)
- David Murray: Penthouse jazz (Volume 1) (1977)
- David Murray: Holy siege on intrigue (Volume 2) (1977)
- David Murray: Flowers for Albert (1977)
- Marcello Melis: Free to dance (1978)
- Hamiet Bluiett: SOS (Im/possible to kept) (1979)
- Cecil McBee: Alternate spaces (1979)
- Joseph Jarman: Magic Triangle (1979)
- Mingus Dynasty: Chair in the sky (1979)
- Beaver Harris: A well-kept secret (1980)
- Beaver Harris: Negcaumongus (1980)
- Marcello Melis: Angedras (1982)
- Roy Brooks: Duet In Detroit (1983)
- David Murray: Children (1985)
- George Adams: Live at Montmartre (1985)
- Hamiet Bluiett: Live at Carlos I (1986)
- Hamiet Bluiett: Live at Carlos I (another night) (1986)
- George Adams - Don Pullen Quartet: Song Everlasting (1987)
- George Adams - Don Pullen Quartet: JazzBühne Berlin  (1988)
- Jane Bunnett: In dew time (1989)
- Jane Bunnett: New York duets (1989)
- Maceo Parker: Roots revisited (1990)
- John Scofield: Live 3 ways (1990)
- David Murray: Shakill's Warrior (1991)
- Roots: Salutes the saxophone (1991)
- Roots: Stablemates (1992)
- Ivo Perlman: Children of Ibeji (1992)
- Jane Bunnett: Live at Sweet Basil (1992)
- David Murray: Shakill's II (1993)
- Charles Mingus: Keystone (1994)